# Маркиз Лансдаун
Маркиз Лансдаун в графстве Сомерсет (англ. Marquess of Lansdowne) — наследственный аристократический титул в системе Пэрства Великобритании, созданный для главы семьи Петти-Фицморис. Эта ветвь семьи происходит от достопочтенного Джона Петти-Фицмориса (первоначально Джона Фицмориса) (1706—1761), второго сын Томаса Фицмориса, 1-го графа Керри (1668—1741), и его жены Энн Петти и (ум. 1737), дочери британского экономиста сэра Уильяма Петти (1623—1687). Жена Уильяма Петти, Элизабет Уоллер (1636—1708), носила титула баронессы Шелберн (с 1688).
В 1751 году после смерти своего дяди по материнской линии, Генри Петти, 1-го графа Шелберна (1675—1751), Джон Петти-Фицморис унаследовал его имения и получил королевское разрешение на фамилию «Фицморис» вместо «Петти». В том же году для него были созданы титулы барона Данкерона и виконта Фицмориса (Пэрство Ирландии). В 1753 году Джон Фицморис получил титул графа Шелбёрна в графстве Уэксфорд (Пэрство Ирландии). Он представлял в Палате общин Великобритании Керри (1743—1751) и Уиком (1754—1760). В 1760 году для него был создан титул барона Уикома из Чеппинг Уикома в графстве Бакингемшир (Пэрство Великобритании), что дало ему автоматическое место в Британской палате лордов.

## История
Лорду Шелбурну наследовал его старший сын, Уильям Петти-Фицморис, 2-й граф Шелберн (1737—1805). Он был видным государственным деятелем и занимал пост премьер-министра Великобритании с 1782 по 1783 год. Его брат, достопочтенный Томас Фицморис (1742—1793) из Кливдена, был депутатом Палаты общин.
6 декабря 1784 года для лорда Шелберна были созданы титулы виконта Кална и Калстона в графстве Уилтшир, графа Уикома из Чеппинг Уикома и маркиза Лансдауна в графстве Сомерсет (Пэрство Великобритании). Благодаря первому браку с леди Софией Картерет (1745—1771), единственной дочерью Роберта Картерета, 3-го графа Гренвиля (1721—1776), Уильям Петти, 1-й маркиз Лансдаун, приобрел многие поместья семьи Картерет, в том числе и Лансдаун-Хилл возле Бата, от которого происходит название маркиза Лансдауна. Тем не менее, он больше известен в истории под своим прежним титулом графа Шелберна. Он заседал в Палате общин от Уикома (1760—1761) и Керри (1761—1762), являлся первым лордом торговли (1763), государственным секретарем Южного департамента (1766—1768) и министром внутренних дел Великобритании (1782).
Ему наследовал его сын от первого брака с леди Софией Картерет, Джон Генри Петти, 2-й маркиз Лансдаун (1765—1809). Член партии вигов, он представлял в Палате общин Уиком (1786—1802). Он скончался бездетным, ему наследовал его сводный брат, Генри Петти-Фицморис, 3-й маркиз Лансдаун (1780—1863). Он был сыном 1-го маркиза Лансдауна от второго брака с леди Луизой Фицпатрик. Известный в 1784—1809 годах как лорд Генри Петти, он был одним из влиятельных политиков от партии вигов первой половины XIX века. Он занимал посты канцлера казначейства Великобритании (1806—1807), министра внутренних дел (1827—1828), лорда-председателя Совета (1830—1834, 1835—1841, 1846—1852) и министра без портфеля (1852—1858). Он дважды отказывался стать премьер-министром Великобритании, а в 1857 году отказался от герцогского титулы, предложенного ему королевой Викторией. В 1818 году лорд Лансдаун также стал преемником своего кузена, Фрэнсиса Томаса-Фицмориса, 4-го графа Керри (1740—1818). Его старший сын, Уильям Петти-Фицморис, граф Керри (1811—1836), был депутатом Палаты общин от Кална (1832—1836), но скончался еще при жизни отца, не оставив сыновей. Поэтому лорду Лансдауну наследовал его второй сын, Генри Петти-Фицморис, 4-й маркиз Лансдаун (1816—1866). Еще в 1856 году он был вызван в Палату лордов в качестве барона Уикома. В 1856—1589 годах он был парламентским заместителем министра иностранных дел. Его второй женой была Эмили Джейн Меркер Эльфинстоун де Флао, 8-й леди Нэрна (1819—1895), дочь французского генерала и государственного деятеля Шарля Жозефа, графа де Флао, и Маргарет Нэрн, 7-й леди Нэрн (1788—1867).
Ему наследовал старший сын от второго брака, Генри Чарльз Кит Фицморис, 5-й маркиз Лансдаун (1845—1927). Как и его дед, он был крупным государственным деятелем и занимал ряд министерских должностей. Лорд Лансдаун был генерал-губернатором Канады (1883—1888), вице-королём Индии (1888—1894), военным министром (1895—1900), министром иностранных дел (1900—1905), лидером консервативной партии (1911—1916) и министром без портфеля (1915—1916). В 1895 году после смерти своей матери он унаследовал титул 9-го лорда Нэрна. Его старший сын, Генри Уильям Эдмунд Петти-Фицморис, 6-й маркиз Лансдаун (1872—1936), был депутатом Западного Дербишира в Палате общин (1908—1918) и сенатором Ирландского свободного государства в 1922 году.
В 1936 году после смерти 6-го маркиза ему наследовал второй сын, Чарльз Хоуп Петти-Фицморис, 7-й маркиз Лансдаун (1917—1944). Он погиб на фронте во время Второй мировой войны в 1944 году, будучи неженатым. Его младший брат, лорд Эдвард Норман Петти-Фицморис (1922—1944), погиб в бою за неделю до смерти старшего лорда Лансдауна. Баронский титул унаследовала их старшая сестра Кэтрин Эвелин Констанс Петти-Фицморис (1912—1995), жена с 1933 года Эдварда Клайва Бигхэма, 3-го виконта Мерси (1906—1979). Маркизат получил Джордж Джон Чарльз Меркер Нэрн Петти-Фицморис, 8-й маркиз Лансдаун (1912-1999), двоюродный брат 7-го лорда Лансдауна. Он был сыном лорда Чарльза Джорджа Фрэнсиса Меркера Нэрна Петти-Фицмориса (1874—1914), второго сына 5-го маркиза Лансдауна. В 1947 году Джордж принял фамилию «Петти-Фицморис». Он был членом консервативной партии в Палате лордов, занимал посты заместителя министра иностранных дел (1958—1962) и заместителя министра колоний (1962—1964).
По состоянию на 2025 год носителем титула маркиза является его старший сын, Чарльз Морис Фицморис, 9-й маркиз Лансдаун (род. 1941), сменивший своего отца в 1999 году.
Старшие сыновья и наследники маркиза Лансдауна используют в качестве титула учтивости попеременно титулы графа Керри и графа Шелберна.
Родовая резиденция — Бовуд-хаус в окрестностях Дерри-Хилла в графстве Уилтшир. Бывшей резиденцией был Лансдаун-хаус на Беркли-сквер в Лондоне.

## Графы Шелберн (1753)
- 1753—1761: Джон Петти-Фицморис, 1-й граф Шелберн (1706 — 14 мая 1761), второй сын Томаса Фицмориса, 1-го графа Керри (1668—1741), и Энн Петти, дочери сэра Уильяма Петти (1623—1687)
- 1761—1805: Уильям Петти-Фицморис, 2-й граф Шелберн (2 мая 1737 — 7 мая 1805), старший сын предыдущего, маркиз Лансдаун с 1784 года.

## Маркизы Лансдаун (1784)
- 1784—1805: Уильям Петти-Фицморис, 1-й маркиз Лансдаун (2 мая 1737 — 7 мая 1805), старший сын Джона Петти-Фицмориса, 1-го графа Шелберна;
- 1805—1809: Джон Генри Петти-Фицморис, 2-й маркиз Лансдаун (2 мая 1765 — 15 ноября 1809), старший сын предыдущего от первого брака;
- 1809—1863: Генри Петти-Фицморис, 3-й маркиз Лансдаун (2 июля 1780 — 31 января 1863), единственный сын 1-го маркиза Лансдауна от второго брака, единокровный брат предыдущего;
- 1863—1866: Генри Петти-Фицморис, 4-й маркиз Лансдаун (7 января 1816 — 5 июля 1866), второй сын предыдущего;
- 1866—1927: Генри Чарльз Кит Петти-Фицморис, 5-й маркиз Лансдаун (14 января 1845 — 3 июня 1927), старший сын предыдущего;
- 1927—1936: Генри Петти-Фицморис, 6-й маркиз Лансдаун (4 января 1872 — 5 марта 1936), старший сын предыдущего;
- 1936—1944: Чарльз Хоуп Петти-Фицморис, 7-й маркиз Лансдаун (9 января 1917 — 30 августа 1944), второй сын предыдущего;
- 1944—1999: Джордж Джон Чарльз Меркер Нэрн Петти-Фицморис, 8-й маркиз Лансдаун (27 ноября 1912 — 25 августа 1999), единственный сын лорда Чарльза Петти-Фицмориса (1874—1914), младшего сына 5-го маркиза Лансдауна;
- 1999 — настоящее время: Чарльз Морис Петти-Фицморис, 9-й маркиз Лансдаун (род. 21 февраля 1941), старший сын предыдущего от первого брака;
  - Наследник: Саймон Генри Джордж Петти-Фитцморис, граф Керри (род. 24 ноября 1970), старший сын предыдущего от первого брака;
    - Наследник наследника: Джордж Генри Чарльз Петти-Фитцморис, виконт Калн и Калстон (род. 3 февраля 2020), сын предыдущего.

## Линия преемственности
- Саймон Генри Джордж Петти-Фитцморис, граф Керри (род. 1970), старший сын 9-го маркиза;
- Джордж Генри Чарльз Петти-Фитцморис, виконт Калн и Калстон (род. 2020), сын графа Керри;
- Лорд Уильям Николас Чарльз Петти-Фицморис (род. 1973), младший сын 9-го маркиза;
- Лорд Роберт Гарольд Меркер Нэрн (род. 1947), младший сын 8-го маркиза;
- Сэмюэль Джордж Меркер Нэрн (род. 1976), старший сын предыдущего;
- Джордж Айван Меркер Нэрн (род. 2009), старший сын предыдущего;
- Гарольд Чарльз Меркер Нэрн (род. 2011), младший брат предыдущего;
- Джозеф Дуглас Меркер Нэрн (род. 1980), младший сын лорда Роберта Джорджа Меркера Нэрна;
- Фергус Грей Меркер Нэрн (род. 2009), единственный сын предыдущего.